# Typhlops biminiensis
Espèce
Synonymes
- Cubatyphlops biminiensis (Richmond, 1955)

Statut de conservation UICN

 LC  : Préoccupation mineure
Typhlops biminiensis est une espèce de serpents de la famille des Typhlopidae. 

## Répartition
Cette espèce est endémique des Bahamas. Elle se rencontre dans les îles Great Inagua, Bimini, Andros, de New Providence, Ragged et Elbow Cay.

## Description
L'holotype de Typhlops biminiensis mesure 257 mm dont 5,6 mm pour la queue et dont la largeur de la tête est de 3,5 mm et celle du corps de 4,5 mm. Cette espèce a la face dorsale brune et la face ventrale blanc jaunâtre.

## Taxinomie
Les sous-espèces Typhlops biminiensis epactia et Typhlops biminiensis paradoxus ont été élevées au rang d'espèce et les spécimens de Cuba ont été classés dans d'autres espèces.

## Étymologie
Son épithète spécifique, composée de bimini et du suffixe latin -ensis, « qui vit dans, qui habite », lui a été donnée en référence au lieu de sa découverte, les îles Bimini aux Bahamas.

## Publications originales
- Richmond, 1955 : The blind snakes (Typhlops) of Bimini, Bahama Islands, British West Indies, with description of a new species. American Museum Novitates, no 1734, p. 1-7 (texte intégral).